# Terra e Paixão
Terra e Paixão är en brasiliansk telenovela som sändes på TV Globo från 2023 till 2024, Cauã Reymond, Bárbara Reis, Johnny Massaro, Paulo Lessa, Débora Falabella, Agatha Moreira, Tony Ramos och Glória Pires i huvudrollerna.

## Rollista (i urval)
- Cauã Reymond – Caio Meirelles La Selva
- Bárbara Reis – Aline Barroso Machado
- Johnny Massaro – Daniel La Selva
- Paulo Lessa – Jonatas dos Santos
- Débora Falabella – Lucinda do Carmo Amorim
- Agatha Moreira – Graça Borghin Junqueira
- Tony Ramos – Antônio La Selva
- Glória Pires – Irene Pinheiro La Selva